# Großmann (Familienname)
Großmann bzw. Grossmann ist ein deutscher Familienname.
Siehe auch: Grossman.

## Namensträger

### A
- Achim Großmann (1947–2023), deutscher Politiker (SPD)
- Achim Grossmann (* 1959), deutscher Basketballspieler
- Adolf Paul Großmann (* 1904), deutscher Journalist und Autor
- Adolph Bernhard Carl Großmann (1817–1906), deutscher Pfarrer und Autor
- Agnes Grossmann (* 1944), österreichische Chorleiterin und Dirigentin
- Alex Grossmann (1930–2019), französisch-kroatischer Physiker
- Alexander Grossmann (* 1964/1965), deutscher Physiker, Verlagsmanager und Hochschullehrer
- Alfred Großmann, deutscher Tischtennisspieler
- Andreschka Großmann (1959–2022), deutsche Synchronsprecherin
- Atina Grossmann (* 1950), US-amerikanische Historikerin
- August Großmann (1865–1939), deutscher Generalleutnant

### B
- Barthélemy Grossmann (* 1981), französischer Schauspieler, Regisseur, Drehbuchautor und Produzent
- Ben Grossmann (* 1977), Filmtechniker
- Bernd Großmann (1947–2005), deutscher Leichtathletiktrainer
- Bernhard Großmann (* 1942), deutscher Fotograf
- Bettina Grossmann (* 1985), deutsche Fußballspielerin
- Brigitta Großmann-Lauterbach (1923–1965), deutsche Bildhauerin, Bildschnitzerin und Keramikerin

### C
- Carl Großmann (Politiker) (1816–1889), deutscher Jurist und Politiker, MdL Nassau
- Carl Großmann (1863–1922), deutscher Serienmörder
- Christian Gottlob Großmann (1783–1857), deutscher Theologe
- Christian O. Großmann (* 1946), deutscher Mathematiker
- Constantin Großmann (1881–1965), deutscher Pfarrer und Autor

### D
- Daniel Grossmann (* 1978), deutscher Musiker und Dirigent
- Dieter Grossmann (Künstler) (* 1926), deutscher Künstler
- Dieter Großmann (Fußballspieler, 1929) (* 1929), deutscher Fußballtorwart
- Dieter Großmann (Leichtathlet) (* 1940), deutscher Leichtathlet
- Dieter Großmann (Fußballspieler, 1944) (* 1944), deutscher Fußballspieler

### E
- Edith Jasmand-Großmann (1896–1985), deutsche Malerin und Grafikerin
- Edith Searle Grossmann (1863–1931), neuseeländische Lehrerin, Schriftstellerin, Biografin, Journalistin und Feministin
- Eike Großmann, deutsche Japanologin
- Elisabeth Grossmann (* 1968), österreichische Politikerin (SPÖ)
- Elisabetha Grossmann (1795–1858), Schweizer Bootsführerin
- Emil Großmann (1892–1980), deutscher Jurist und Richter
- Erhard Großmann (1936–2023), deutscher Maler und Grafiker
- Erich Großmann (1902–1948), deutscher Mediziner, SS-Oberführer und Politiker
- Ernst Großmann (Musiker) (1877–um 1957), deutscher Fagottist und Musikpädagoge
- Ernst Großmann (1911–1997), deutscher Landwirt und SED-Funktionär
- Eugen Grossmann (1879–1963), Schweizer Statistiker und Finanzwissenschaftler
- Evelyn Großmann, Geburtsname von Evelyn Klaudt (* 1971), deutsche Eiskunstläuferin

### F
- Ferdinand Grossmann (1887–1970), österreichischer Chorleiter, Gesangspädagoge und Komponist
- Frank-Joachim Grossmann (* 1958), deutscher Künstler und Grafiker
- Franz Großmann (* 1950), österreichischer Politiker (SPÖ)
- Friedrich Großmann (1927–2018), deutscher Agrarwissenschaftler
- Fritz Grossmann (1902–1984), österreichisch-britischer Kunsthistoriker
- Fynn Großmann (* 1992), deutscher Jazzmusiker

### G
- G. Ulrich Großmann (Georg Ulrich Großmann; * 1953), deutscher Kunsthistoriker und Hochschullehrer
- Georg Großmann (Bobfahrer) (* 1940), deutscher Bobfahrer
- Georg Friedrich von Großmann (1807–1871), preußischer Generalleutnant
- Günter Großmann (1925–1998), deutscher Schiffbau-Ingenieur
- Günther Großmann (1927–2017), deutscher Pädagoge und Hochschullehrer
- Gustav Großmann (Physiker) (1878–1957), ungarisch-deutscher Physiker
- Gustav Großmann (Komponist) (1890–1959), deutscher Kapellmeister und Komponist
- Gustav Großmann (Psychologe) (1893–1973), deutscher Psychologe und Autor
- Gustav Friedrich Großmann (1746–1796), deutscher Schauspieler und Schriftsteller

### H
- Hannes Grossmann (* 1982), deutscher Schlagzeuger
- Hanns Großmann (1912–1999), deutscher Jurist
- Hans Großmann (Architekt) (1879–1949), deutscher Architekt
- Hans Großmann (Mediziner) (1895–1973), deutscher Hygieniker
- Hans Großmann-Doerth (1894–1944), deutscher Jurist
- Hans-Dieter Großmann (* 1943), deutscher Fußballspieler
- Hans-Georg Großmann (1901–1976), deutscher Gynäkologe und Gewerkschafter
- Harald Großmann (1951–2024), deutscher Papieringenieur und Hochschullehrer
- Hartmut Grossmann (1930–2016), deutscher Schriftsteller
- Heinrich Großmann (Geistlicher) (1711–1760), böhmisch-österreichischer Ordensgeistlicher
- Heinrich Grossmann (Architekt) (1862–1932), deutscher Architekt
- Heinrich Grossmann (Förster) (1895–1984), Schweizer Forstingenieur
- Heinz-Peter Großmann (* 1957), deutscher Fußballspieler und -trainer
- Henryk Grossmann (auch Heinrich Grossmann; 1881–1950), deutsch-polnischer Ökonom und Historiker
- Hermann Großmann (Ökonom) (1872–1952), deutscher Ökonom und Hochschullehrer
- Hermann Grossmann (Chemiker) (1877–nach 1939), deutscher Chemiker
- Hermann Großmann (Jurist) (1878–1960), deutscher Jurist und Richter
- Hermann Grossmann (Bahai) (1899–1968), deutscher Autor
- Hermann Grossmann (SS-Mitglied) (1901–1948), deutscher SS-Obersturmführer
- Hilda Grossman Morris (1911–1991), US-amerikanische Bildhauerin
- Horst Großmann (1891–1972), deutscher General der Infanterie

### I
- Igor Grossmann (1924–2013), slowakischer Fotograf
- Ina Großmann (* 1990), deutsche Handballspielerin

### J
- Jens Großmann (* 2000), deutscher Basketballspieler
- Jochen Großmann (* 1958), deutscher Unternehmer und Manager
- Johann Großmann (1895–1986), deutscher Politiker (SPD)
- Johannes Grossmann (Schauspieler) (1928–2014), deutscher Schauspieler
- Johannes Großmann (Historiker) (* 1981), deutscher Historiker
- Johannes Großmann, eigentlicher Name von Hannes Grossmann (* 1982), deutscher Musiker
- Jorge Villavicencio Grossmann (* 1973), peruanischer Komponist und Musikpädagoge
- Josef Großmann (1926–2017), deutscher Politiker und DRK-Funktionär
- Julius Grossmann (1829–1907), deutscher Uhrmacher und Lehrer
- Julius Großmann (1845–1910), deutscher Archivar
- Juna Grossmann (* 1976), deutsche Bloggerin und Autorin
- Jürgen Großmann (Manager) (* 1952), deutscher Industriemanager
- Jürgen Großmann (Politiker) (* 1962), deutscher Politiker (CDU)

### K
- Karin Grossmann (* 1942), deutsche Bindungsforscherin
- Karin Großmann (* 1954), deutsche Journalistin
- Karl Großmann (Kunsthistoriker) (1876–1945), deutscher Kunsthistoriker
- Karl Großmann (Heimatforscher) (1896–1981), deutscher Lehrer und Heimatforscher
- Karl Grossmann (Musiker) (1910–1992), Schweizer Musiker
- Karl August Großmann (1741–um 1798), deutscher Kupferstecher, Verleger und Radierer
- Karl-Christoph Großmann (* 1939), deutscher Oberst des Ministeriums für Staatssicherheit
- Karl Gustav Grossmann (auch Karl Gustav Großmann; 1843–1900), deutscher Politiker, Gemeindevorsteher von Plauen
- Karl Moritz Großmann (1826–1885), deutscher Uhrmacher
- Klaus Grossmann (* 1935), deutscher Psychologe und Hochschullehrer
- Knut Großmann (1949–2016), deutscher Ingenieur
- Kurt Grossmann (1897–1972), US-amerikanischer Journalist und Publizist

### L
- Louis Grossmann (1835–1915), polnischer Komponist, Dirigent und Musikalienhändler
- Louis Adolf Grossmann (1855–1917), deutscher Meteorologe
- Ludwig Grossmann (1854–1927), böhmisch-österreichischer Mathematiker
- Ludwig Wilhelm Grossmann (1894–1960), deutscher Maler
- Lukas Großmann (* 1993), deutscher Jazzmusiker
- Luise Großmann (* 1995), deutsche Schauspielerin

### M
- Magnus Johannes Großmann (* 1984), deutscher Kabarettist, Musiker und Missionar
- Maike Großmann, deutsche Basketballspielerin
- Manfred Großmann (* 1936), deutscher Ingenieur und Politiker, MdV
- Marcel Grossmann (1878–1936), Schweizer Mathematiker
- Martin Großmann (* 1971), deutscher Kabarettist und Schauspieler
- Mathis Grossmann (* um 1990), deutscher Jazzmusiker und Musikproduzent
- Matthias Grossmann (* 1964), deutscher Unternehmensberater
- Mechthild Großmann (* 1948), deutsche Schauspielerin
- Michael Grossmann (Politiker) (* 1948), deutscher Politiker (CDU), Bürgermeister von Werl
- Michael Grossmann (Maler) (* 1965), deutscher Maler und Druckgrafiker
- Muriel Grossmann (* 1971), österreichische Jazzmusikerin

### N
- Nicklas Grossmann (* 1985), schwedischer Eishockeyspieler

### O
- Oskar Grossmann (1903–1944), österreichischer Journalist, Parteifunktionär (KPÖ) und Widerstandskämpfer
- Otto Großmann (1908–1982), deutscher Manager

### P
- Patrick Grossmann (Politiker) (* 1976), deutscher Politiker (CSU)
- Patrick Großmann, eigentlicher Name von Luciano (Rapper) (* 1994), deutscher Rapper
- Paul Großmann (Chronist) (1865–1939), deutscher Schriftsteller, Verleger und Chronist
- Paul Großmann (Psychologe) (* 1947), deutscher Psychologe
- Peter Grossmann (1933–2021), deutscher Bauforscher
- Peter Großmann (Journalist) (* 1963), deutscher Journalist und Fernsehmoderator
- Peter Heinrich Wilhelm Großmann (1807–1886), deutscher Kaufmann und Politiker

### R
- Reinhardt Grossmann (1931–2010), deutscher Philosoph
- Robert Großmann (Trabrennfahrer) (1870–1952), deutscher Trabrennsportler
- Robert Großmann (Landrat) (1884–1938), deutscher Verwaltungsjurist
- Robert Grossmann (Politiker) (* 1940), französischer Politiker
- Robert Grossmann (Musiker) (* 1953), schweizerisch-amerikanischer Musiker, Komponist und Musikwissenschaftler
- Robin Grossmann (* 1987), Schweizer Eishockeyspieler
- Rolf Großmann (* 1955), deutscher Musik- und Medienwissenschaftler
- Roman Großmann (1888–1962), deutscher Politiker
- Rudi Grossmann (1906–1974), deutscher Maler

- Rudolf Großmann (Maler) (1882–1941), deutscher Maler und Grafiker
- Rudolf Grossmann (1882–1942), österreichischer Theoretiker des Anarchismus, siehe Pierre Ramus
- Rudolf Grossmann (Romanist) (1892–1980), deutscher Romanist und Hispanist
- Rudolf Großmann (Sänger) (1901–1983), deutscher Opernsänger (Bariton)
- Rudolf Großmann (Designer) (1917–1984), deutscher Designer in der DDR
- Rudolf Grossmann-Steffen (1877–1956), Schweizer Autor

### S
- Siegfried Großmann (Fußballspieler), österreichischer Fußballspieler
- Siegfried Großmann (Physiker) (* 1930), deutscher Physiker und Hochschullehrer
- Siegfried Großmann (Theologe) (1938–2022), deutscher Theologe
- Sigrid Großmann (* 1936), deutsche Theologin
- Stefan Großmann (1875–1935), österreichischer Schriftsteller
- Stephan Grossmann (* 1971), deutscher Schauspieler
- Susanne Räder-Großmann (1901–1971), deutsche Politikerin (SPD), MdA Berlin

### T
- Thomas Grossmann (* 1951), deutscher Psychologe und Autor

### U
- Ulf Großmann (Politiker) (1957–2020), deutscher Politiker (CDU)
- Ulf Großmann (Autor) (* 1968), deutscher Schriftsteller, Lyriker und Herausgeber
- Ulrich Großmann (Unternehmer), deutscher Gründer von Dim Records
- Ute Großmann (* 1960), deutsche bildende Künstlerin, siehe Ute Naue

### V
- Volker Großmann (1953–2015), deutscher Fußballspieler

### W
- Walter Großmann (Geodät) (1897–1980), deutscher Geodät
- Walter Großmann (Sänger) (1900–1973), deutscher Opernsänger (Bariton)
- Walter Grossmann (Bibliothekar) (1918–1992), US-amerikanischer Bibliothekar und Historiker
- Walter Grossmann (Politiker) (1927–2007), deutscher Politiker (CSU), MdL
- Werner Großmann (1929–2022), deutscher Politiker (SED) und General des Ministeriums für Staatssicherheit
- Wilhelm Großmann (* 1956/1957), deutscher Museumsleiter und Kulturmanager
- Willy Großmann (1888–1963), deutscher Politiker (SPD), MdA
- Witali Grossmann (1963–2005), deutsch-kasachischer Eishockeyspieler
- Wolfgang Grossmann (* 1953), deutscher Schauspieler